# عنكبوت صياد دوفوري
عنكبوت صياد دوفوري (الاسم العلمي: Eusparassus dufouri) هو نوع من العناكب يتبع جنس العنكبوت الصياد من فصيلة العناكب الصيادة.